# The Waifs
The Waifs sind eine Folk-Rock-Band aus Westaustralien. Zur Originalbesetzung der Band gehören Josh Cunningham (Gitarre, Gesang) und die Schwestern Vikki Thorn (Harmonika, Gitarre, Gesang) und Donna Simpson (Gitarre, Gesang). Zur Tour-Band gehören zusätzlich Ben Franz (Bass) und David Ross MacDonald (Schlagzeug).

## Geschichte
The Waifs wurden im Jahr 1992 gegründet. Die Geschwister Donna Simpson und Vikki Simpson (jetzt Vikki Thorn) aus Albany, Westaustralien, tourten mit einem Duo namens Colours. Sie trafen Josh Cunningham bei einem Konzert in Broome.
Ihr Album Up All Night aus dem Jahr 2003 erreichte Doppelplatin in Australien und kam unter die Top-5 der australischen Albumcharts. Außerdem gewannen The Waifs die ARIA Awards im Oktober 2003. Die Band spielte als Opener von Bob Dylans Australien-Tour 2003. Er war so angetan, dass er die Band auf seine Nordamerika-Tour im selben Jahr mitnahm, zu der auch ein Gig beim Newport Folk Festival gehörte.
Zusammen mit John Butler gehört The Waifs das Independent-Label Jarrah Records.

## Diskografie

### Studioalben
- 1996: The Waifs
- 1998: Shelter Me
- 2000: Sink or Swim
- 2003: Up All Night
- 2007: Sun Dirt Water
- 2011: Temptation
- 2015: Beautiful You
- 2017: Ironbark

### Livealben
- 2004: A Brief History
- 2009: Live from the Union of the Soul

### Singles
- 2002: London Still
- 2003: Lighthouse (AU: Gold)
- 2004: Bridal Train
- 2007: Sun Dirt Water